# Krieczetowo (obwód archangielski)
Krieczetowo (ros. Кречетово) – wieś (dieriewnia) w Rosji, w obwodzie archangielskim, w rejonie kargopolskim. W 2021 liczyła 248 mieszkańców.